# Colliers Classic 2005
La CSC Classic 2005, nona edizione della corsa, valida come evento dell'UCI Europe Tour 2005 categoria 1.1, si svolse il 1º maggio 2005 su un percorso totale di circa 199,5 km. Fu vinto dal danese Jacob Moe Rasmussen, che terminò la gara in 4h45'27" alla media di 41,934 km/h.
Al traguardo 56 ciclisti portarono a termine il percorso.

## Ordine d'arrivo (Top 10)
| Pos. | Corridore           | Squadra        | Tempo    |
| ---- | ------------------- | -------------- | -------- |
| 1    | Jacob Moe Rasmussen | Team GLS       | 4h45'27" |
| 2    | Michael Reihs       | Designa Køkk.  | s.t.     |
| 3    | René Jørgensen      | Barloworld     | s.t.     |
| 4    | Jeremy Hunt         | Mr Bookmaker   | s.t.     |
| 5    | Paul Van Schalen    | Axa            | s.t.     |
| 6    | Lars Bak            | Team CSC       | a 9"     |
| 7    | Daniel Foder        | Designa Køkk.  | s.t.     |
| 8    | Michael Skele       | Glud & Marstr. | s.t.     |
| 9    | Steffen Radochla    | Wiesenhof      | a 43"    |
| 10   | Allan Bo Andresen   | Designa Køkk.  | s.t.     |